# Pycnonotus
Genre
Synonymes
- Otocompsa Cabanis, 1851[2]
- Picnonotus Lesson, 1839[2]
- Brachypus Swainson, 1824[2]

Le genre Pycnonotus regroupe 34 espèces de passereaux appartenant à la famille des Pycnonotidae. On les appelle en français bulbuls.

## Répartition
Ce genre se trouve à l'état naturel en Afrique et le sud de l'Asie.

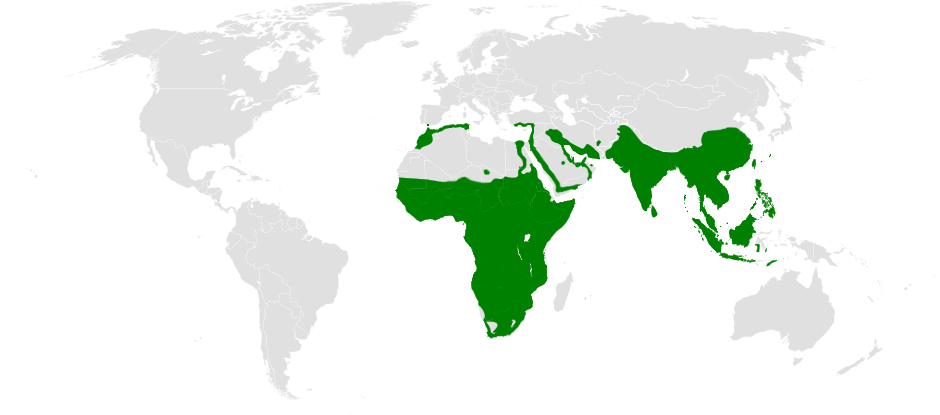
Répartition de Pycnonotus.

## Liste des espèces
D'après la classification de référence du Congrès ornithologique international (version 15.1, 2025) :
- Pycnonotus simplex Lesson, R, 1839 — Bulbul aux yeux blancs
- Pycnonotus plumosus Blyth, 1845 — Bulbul aux ailes olive
- Pycnonotus brunneus Blyth, 1845 — Bulbul aux yeux rouges
- Pycnonotus zeylanicus (Gmelin, JF, 1789) — Bulbul à tête jaune
- Pycnonotus tympanistrigus (Müller, 1836) — Bulbul à cou tacheté
- Pycnonotus pseudosimplex Shakya, Lim, Moyle, Rahman, Lakim & Sheldon, 2019 — Bulbul aux yeux crème
- Pycnonotus cinereifrons (Tweeddale, 1878) — Bulbul à front cendré
- Pycnonotus luteolus (Lesson, R, 1841) — Bulbul à sourcils blancs
- Pycnonotus blanfordi Jerdon, 1862 — Bulbul de Blanford
- Pycnonotus conradi (Finsch, 1873) — Bulbul de Conrad
- Pycnonotus davysoni (Hume, 1875) — Bulbul de Finlayson
- Pycnonotus finlaysoni Strickland, 1844 — Bulbul de Finlayson
- Pycnonotus flavescens Blyth, 1845 — Bulbul flavescent
- Pycnonotus snouckaerti Siebers, 1928 — Bulbul d'Aceh
- Pycnonotus bimaculatus (Horsfield, 1821) — Bulbul bimaculé
- Pycnonotus leucops (Sharpe, 1888) — Bulbul bimaculé
- Pycnonotus xantholaemus (Jerdon, 1845) — Bulbul à menton jaune
- Pycnonotus penicillatus Blyth, 1851 — Bulbul oreillard
- Pycnonotus xanthorrhous Anderson, 1869 — Bulbul à poitrine brune
- Pycnonotus sinensis (Gmelin, JF, 1789) — Bulbul de Chine
- Pycnonotus taivanus Styan, 1893 — Bulbul de Taïwan
- Pycnonotus jocosus (Linné, 1758) — Bulbul orphée
- Pycnonotus goiavier (Scopoli, 1786) — Bulbul goiavier
- Pycnonotus cafer (Linné, 1766) — Bulbul à ventre rouge
- Pycnonotus aurigaster (Vieillot, 1818) — Bulbul cul-d'or
- Pycnonotus leucotis (Gould, 1836) — Bulbul à oreillons blancs
- Pycnonotus leucogenys (Gray, JE, 1835) — Bulbul à joues blanches
- Pycnonotus xanthopygos (Hemprich & Ehrenberg, 1833) — Bulbul d'Arabie
- Pycnonotus nigricans (Vieillot, 1818) — Bulbul brunoir
- Pycnonotus barbatus (Desfontaines, 1789) — Bulbul des jardins
- Pycnonotus capensis (Linné, 1766) — Bulbul du Cap